# 고바야시 이와나
고바야시 이와나(일본어: 小林 岩魚, 1996년 10월 17일~)는 일본의 축구 선수이다.

## 구단 경력
그는 2019년 J2리그의 방포레 고후에 입단했다. 2022년에 천황배 우승을 차지했다.